# Трубинов, Владимир Дмитриевич
Владимир Дмитриевич Трубинов (9 января 1939, Ревда, Свердловская область — 6 января 2005) — советский легкоатлет, специалист по бегу на длинные дистанции и марафону. Выступал на всесоюзном уровне в 1960-х и 1970-х годах, серебряный призёр чемпионата СССР и Спартакиады народов СССР, победитель первенства РСФСР, многократный призёр первенств всесоюзного и всероссийского значения. Мастер спорта СССР международного класса.

## Биография
Владимир Трубинов родился 9 января 1939 года в посёлке Барановка (ныне входит в состав города Ревды) Свердловской области в рабочей семье. Отец в начале Великой Отечественной войны ушёл на фронт и пропал без вести.
Увлекался спортом с юных лет, занимался бегом без тренера, взяв за основу книгу «Моя тренеровка» выдающегося чехословацкого стайера Эмиля Затопека. По окончании школы работал наладчиком в шурупном цехе Ревдинского метизно-металлургического завода, волочильщиком на Ревдинском заводе по обработке цветных металлов, затем переехал на постоянное жительство в Свердловск — устроился завальщиком шихты в чугунно-литейном цехе на Уралмаше. Выступал за добровольное спортивное общество «Труд».
Первого серьёзного успеха в лёгкой атлетике добился в сезоне 1957 года, когда в беге на 1500 метров выиграл первенство Свердловской области среди школьников. В той же дисциплине занял третье место на первенстве Уральской зоны и шестое место в финале Спартакиады школьников РСФСР.
В 1961 году одержал победу в беге на 5 км на первенстве РСФСР в Москве.
В 1964 году на чемпионате РСФСР в Краснодаре в зачёте марафона с результатом 2:20:38 превзошёл всех соперников и завоевал золотую награду.
В 1965 году удостоен почётного звания «Мастер спорта СССР международного класса».
В 1967 году на чемпионате страны в рамках IV летней Спартакиады народов СССР в Москве в марафоне показал результат 2:22.22,4	и стал серебряным призёром, уступив только Михаилу Горелову. С этого времени постоянно проживал в Москве, работал в спортивном клубе «Красный Октябрь», выступал за добровольное спортивное общество «Зенит».
По итогам сезона 1971 года вошёл в число 25 лучших легкоатлетов СССР в беге на 30 000 метров
Умер 6 января 2005 года в возрасте 65 лет.
С 2010 года в Ревде проходят забеги памяти Владимира Трубинова.